# Naked City (группа)
Naked City — авангардный музыкальный коллектив, созданный Джоном Зорном в конце 1980-х годов. В состав коллектива вошли известнейшие музыканты нью-йоркской даунтаун-сцены. Музыка коллектива характеризуется чрезвычайной насыщенностью и эклектичностью; в ней прослеживается влияние практически всех сформировавшихся к тому времени музыкальных стилей. Коллектив исполнял как собственные произведения, так и обработки пьес джазовых и классических композиторов.

## История
В 1988 году Джон Зорн создал группу Naked City в качестве своей «композиционной мастерской» (англ. «compositional workshop») для исследования музыкальных возможностей стандартного рок-н-ролльного ансамбля (саксофон, бас, гитара, клавишные, барабаны). Высочайший уровень музыкантов-участников ансамбля позволял им без труда играть в любом известном на тот момент стиле. В музыке группы встречаются элементы таких стилей, как джаз, грайндкор, сёрф-рок, классическая музыка, метал, кантри, панк и многих других. Стилистика группы менялась от альбома к альбому.
Группа существовала до 1993 года, когда Зорн счёл тему исчерпанной и прекратил сочинение музыки для ансамбля.
В 2003 году произошло кратковременное воссоединение коллектива. Группа дала несколько концертов в Европе на различных фестивалях. В настоящее время о планах Зорна, связанных с Naked City, ничего не известно.

## Состав
- Джон Зорн — саксофон
- Джоуи Бэрон (англ. Joey Baron) — ударные
- Билл Фриселл (англ. Bill Frisell) — гитара
- Вэйн Хорвиц (англ. Wayne Horvitz) — клавишные
- Фред Фрит — бас
- Майк Паттон — голос
- Ямацука Ай (англ. Yamatsuka Eye) — голос

## Дискография[3]
- Torture Garden (1989)
- Naked City (1989[4] или 1990[5]) — под именем Джона Зорна
- Grand Guignol (1992)
- Heretic (1992)
- Leng Tch’e (1992)
- Absinthe (1993)
- Radio (1993)
- Black Box (1996, включает альбомы Torture Garden и Leng Tch’e) 2xCD
- Naked City Live, Vol. 1: Knitting Factory 1989 (2002)
- Naked City: The Complete Studio Recordings (2005)